# Liste der Baudenkmäler in Herscheid
Die Liste der Baudenkmäler in Herscheid enthält die denkmalgeschützten Bauwerke auf dem Gebiet der Gemeinde Herscheid im Märkischen Kreis in Nordrhein-Westfalen. Diese Baudenkmäler sind in der Denkmalliste der Gemeinde Herscheid eingetragen; Grundlage für die Aufnahme ist das Denkmalschutzgesetz Nordrhein-Westfalen (DSchG NRW).

## Aktuelle Denkmäler
| Bild                             | Bezeichnung                      | Lage                               | Beschreibung                                                                                          | Bauzeit                         | Eingetragen seit | Denkmal- nummer |
| -------------------------------- | -------------------------------- | ---------------------------------- | --- | ------------------------------- | ---------------- | --------------- |
| weitere Bilder                   | Spieker                          | Am Kirchplatz 7 Karte              | Fachwerkgiebelhaus                                                                                    | 17. bis 18. Jahrhundert         | 25.01.1984       | 1               |
| weitere Bilder                   | Apostelkirche                    | Am Kirchplatz Karte                | Langhaus und erstes Querschiff 13. Jh.; zweites Querschiff 13. Jh.                                    | Erste Erwähnung 11. Jahrhundert | 26.03.1984       | 2               |
| weitere Bilder                   | Villa Alberts                    | Plettenberger Straße 9 Karte       | Hof- und Wohngebäude                                                                                  | um 1870                         | 26.03.1984       | 3               |
| Vier Grabdenkmäler               | Vier Grabdenkmäler               | Friedhof, bei der Friedhofskapelle | Gusseisernes Grabkreuz 1787–1863; Gusseisernes Grabkreuz 1783–1830; Grabstein 1848; Grabstein 1853–54 |                                 | 26.03.1984       | 4               |
|                                  | Backhaus                         | Waldmin 4                          | Auf hängigem Gelände, Backofen aus Bruchsteinen                                                       | um 1800                         | 26.03.1984       | 5               |
|                                  | Bauernhaus Schlucht              | Schlucht                           | Bauernhaus                                                                                            | 1881                            | 26.03.1984       | 6 (ehemals 7)   |
| Ahe-Hammer                       | Ahe-Hammer                       | Schwarze Ahe Karte                 | Historischer Osemundhammer; Bruchsteingebäude, Vornehmlich 18. Jh.                                    | 1562 erstmals erwähnt           | 26.03.1984       | 7 (ehemals 8)   |
| weitere Bilder                   | Bahnhof Hüinghausen              | Elsetalstraße 46 Karte             | Erinnert an den Eisenbahnbetrieb in der Gemeinde Herscheid                                            | 8. Juli 1915 (Inbetriebnahme)   | 28.01.1985       | 8 (ehemals 9)   |
|                                  | Wehrspeicher „Elsen“             | Elsen                              | Bruchsteinspeicher                                                                                    | Ersterwähnung 1732              | 27.01.1987       | 9 (ehemals 10)  |
| „Neuenhaus“                      | „Neuenhaus“                      | Am Markt 2                         | Gehört zum historischen Ortskern spätestens seit dem 30-jährigen Krieg                                |                                 | 08.02.1988       | 10 (ehemals 11) |
| Grabstein „Anna von Holtzbrinck“ | Grabstein „Anna von Holtzbrinck“ | Friedhof, Friedhofskapelle         | Der qualitätsvoll gestaltete Grabstein bezeugt die Geschichte der Gemeinde Herscheid                  |                                 | 19.12.1990       | 11 (ehemals 12) |
| Hof Alfrin                       | Hof Alfrin                       | Alfrin 1 Karte                     | Längsdeelenhaus und Speicher                                                                          |                                 | 20.07.1995       | 12 (ehemals 13) |
|                                  | Wohnhaus                         | Plettenberger Straße 1             | |                                 |                  | 13              |

## Ehemaliges Denkmal
Durch Ratsbeschluss der Gemeinde Herscheid vom 15. Juni 1998 wurde der Denkmalschutz für den Berg-Bauernhof Hochstein aufgehoben und das Denkmal aus der Liste der Baudenkmäler gelöscht.
| Bild | Bezeichnung              | Lage      | Beschreibung | Bauzeit                          | Eingetragen seit                     | Denkmal- nummer |
| ---- | ------------------------ | --------- | --- | -------------------------------- | ------------------------------------ | --------------- |
|      | Berg-Bauernhof Hochstein | Hochstein | Bauernhof (Berghof). Zweigeschossige, dreiachsige Giebelfassade des Kammerfachs mit Eckquaderungen. Seit 1933 neues Dach (Blech). Selbständige Schuppen und ein Ententeich. Angeflügelte Nebenbauten. | E. 17. Jahrhundert und bez. 1933 | 26.03.1984 Gelöscht am 15. Juni 1998 | ehemals Nr. 6   |